# Charles Horn
Charles Horn war ein Schweizer Wasserballspieler.

## Karriere
Horn nahm an den Olympischen Spielen 1920 in Antwerpen teil. Hier erreichte er mit der Schweizer Nationalmannschaft den neunten Rang.